# Keith Ellison (homme politique)
Pour les articles homonymes, voir Keith Ellison.
Keith Ellison, né le 4 août 1963 à Détroit (Michigan), est un homme politique américain, membre du Parti démocrate.
Il est élu à la Chambre des représentants des États-Unis en novembre 2006, dans le cinquième district congressionnel du Minnesota, après avoir été membre de la Chambre des représentants du Minnesota entre 2003 et 2007. Il est le premier élu du Congrès des États-Unis à se réclamer de l'islam. En janvier 2019, Ellison devient procureur général d'État. 

## Biographie
Keith Ellison naît dans une famille catholique, d'un père psychiatre et d'une mère travailleuse sociale. Il se convertit à l'islam à 19 ans, pendant ses études à l'université de Wayne State, prenant alors le prénom musulman de Mohamed. Il est diplômé de droit.
Il appartient à un courant de pensée appelé « black muslim » (musulman noir) apparu dans les années 1930 au sein de la communauté afro-américaine, avec l'organisation Nation of Islam, qui prône un nationalisme noir radical, ainsi qu'une forme très hétérodoxe d'islam. Keith Ellison appartient à la branche sunnite des musulmans noirs américains, apparue après 1975 et aujourd'hui majoritaire, qui a rejoint l'islam sunnite orthodoxe et a très fortement modéré son nationalisme ethnique. Il a cependant déclaré en 2006 qu'il avait lié des relations avec le groupe radical Nation of Islam, mais a « affirmé que sa participation à Nation of Islam avait été limitée à une période de dix-huit mois autour de la période de la Million Man March en 1995, qu'il avait été peu familier avec les vues antisémites de Nation of Islam pendant sa participation au groupe, et qu'il n'avait jamais exprimé lui-même de telles opinions ».

### Carrière politique

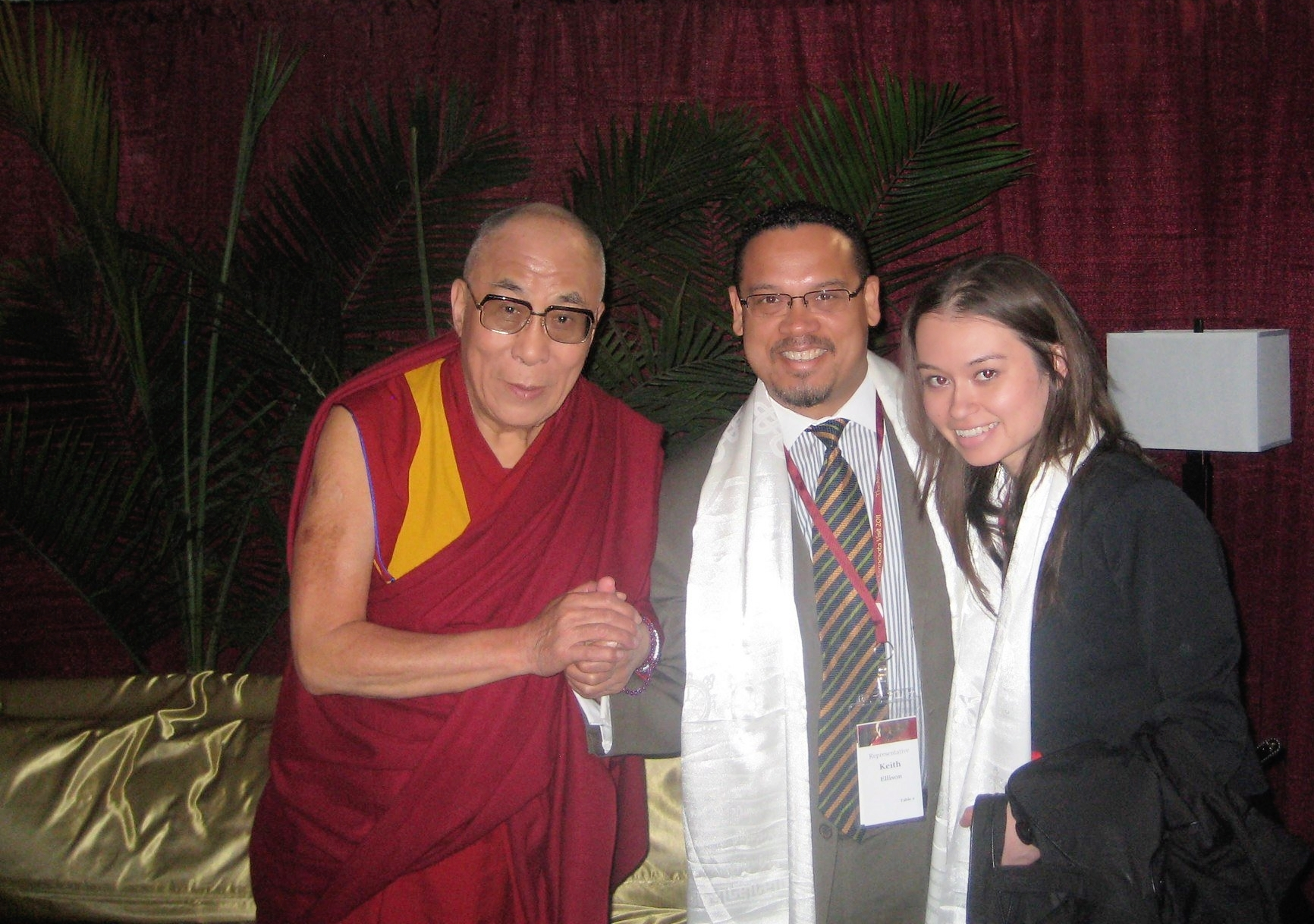
Ellison rencontre le 14e dalaï-lama à Minneapolis en 2011.

Il fait parler de lui après avoir prêté serment à la Constitution des États-Unis sur le Coran, en tant que membre de la Chambre des représentants du Minnesota entre 2003 et 2007.
Traditionnellement, les élus prêtent serment en tenant la main sur la Bible. Ce serment sur le Coran fait dire à la droite religieuse et conservatrice qu'il s'agit d'un « blasphème à la Constitution ». De 2007 à 2008, il est le premier et seul élu musulman à la Chambre des représentants des États-Unis, avant l'élection d'André Carson. Le politologue Vincent Michelot souligne qu'il « a réussi à se faire élire et réélire cinq fois dans un État rural qui compte 85 % de Blancs ». Sa circonscription autour de Minneapolis est cependant urbaine et plus diverse que le reste de l'État.
Il est le premier noir mandaté par le Minnesota à la Chambre des représentants des États-Unis. Avec Betty McCollum, il représente la Communauté tibétaine aux États-Unis au Congrès des États-Unis, et célèbre avec elle le nouvel an tibétain de 2014 en présence du 14e dalaï-lama en visite dans le Minnesota . 
Figure de l'aile gauche du Parti démocrate, il est l'un des premiers à avoir apporté son soutien à Bernie Sanders lors des primaires présidentielles du Parti démocrate américain de 2016. Il bénéficie du soutien de Harry Reid et Chuck Schumer.
Le 14 novembre 2016, Ellison officialise sa candidature pour l'élection du président du Comité national démocrate en février 2017. Soutenu par Bernie Sanders, Elizabeth Warren et Bill de Blasio, il est toutefois battu par Thomas Perez, dont il devient le premier adjoint.
Le 5 juin 2018, Ellison annonce sa candidature au poste de procureur général de l'État du Minnesota. La veille, la démocrate sortante Lori Swanson annonçait sa candidature au poste de gouverneur. Ellison estime qu'à ce poste il sera en première ligne pour lutter contre les mesures prises par l'administration Trump et notamment le travel ban. Quelques jours avant les primaires, une ancienne petite-amie d'Ellison dénonce les abus émotionnels et physiques du démocrate durant leur relation. Ellison nie ces allégations et remporte la primaire démocrate. Les républicains profitent du scandale pour attaquer Ellison, qui dévisse dans les sondages. Il est finalement élu procureur général avec 49 % des voix contre 45 % pour le républicain Doug Wardlow.

### Vie privée
En 2006, lui et sa femme Kim ont quatre enfants. Ils divorcent en 2012.